# Suore medico missionarie di San Giuseppe
Le Suore Medico Missionarie di San Giuseppe (in inglese Medical Sisters of St. Joseph) sono un istituto religioso femminile di diritto pontificio: le suore di questa congregazione pospongono al loro nome la sigla M.S.J.

## Storia
La congregazione fu fondata nel 1944 a Kothamangalam dal sacerdote Joseph Panjikaran e fu approvata nello stesso anno da Augustine Kandathil, arcivescovo di Ernakulam.

## Attività e diffusione
Le religiose si dedicano essenzialmente all'assistenza ai malati.
Oltre che in India, le suore sono presenti in Germania, Ghana, Irlanda e Stati Uniti d'America; la sede generalizia è a Kothamangalam.
Alla fine del 2011 la congregazione contava 866 religiose in 80 case.